# 투하미 주비르 켈리피 스타디움
투하미 주비르 켈리피 스타디움(아랍어: تهامي زبير خليفي
)는 알제리의 아인 밀리라에 있는 다용도 경기장이다. 경기장은 8,000명의 인원을 수용하며, 알제리 리그 프로페시오넬 1에 소속되어 있는 AS 아인 밀리라의 홈구장 역할을 한다. 승격 후 더 이상 알제리 리그 프로페시오넬 1 팀의 요구 사항을 충족하지 않게 된 Stade des Frères Demane-Debbih를 대체했다. 경기장 이름은 구단의 사이클링 팀 멤버였던 사이클리스트 Khelifi Touhami Zoubir의 이름을 따서 명명되었다. 기존 경기장의 인조잔디 대신 천연잔디를 깔았으며, 트랙 또한 존재한다. 구장에서의 첫 홈 경기는 2019년 1월 19일 O 메데아 와의 경기였다.